# Campeonato Mundial de Atletismo de 2009 - Lançamento de disco feminino
O lançamento de disco feminino do Campeonato Mundial de Atletismo de 2009 foi disputado nos dias 19 de agosto, com as eliminatórias, e 21 de agosto com a final, no Olympiastadion, em Berlim.

## Recordes
Antes desta competição, os recordes mundiais e do campeonato nesta prova eram os seguintes:
| Tipo                  | Atleta           | Distância | Local          | Data                 | Ref |
| --------------------- | ---------------- | --------- | -------------- | -------------------- | --- |
|                       | Gabriele Reinsch | 76,80     | Neubrandenburg | 7 de julho de 1988   | ver |
| Recorde do campeonato | Martina Hellmann | 71,62     | Roma           | 31 de agosto de 1987 | ver |

## Medalhistas
| Ouro               | Prata                 | Bronze               |
| Dani Samuels (AUS) | Yarelis Barrios (CUB) | Nicoleta Grasu (ROU) |

## Resultados

### Eliminatórias
Estes são os resultados das eliminatórias. As 40 atletas inscritas foram divididas em dois grupos, se classificando para a final as que atingissem a marca de 61,50m (Q) ou, no mínimo, doze atletas com as melhores marcas (q).

#### Grupo A
| Pos. | Atleta                       | #1    | #2    | #3    | Res.      | Notas                |
| ---- | ---------------------------- | ----- | ----- | ----- | --------- | -------------------- |
| 1    | CHN Ma Xuejun                | 63,38 |       |       | 63,38 (Q) | Recorde da temporada |
| 2    | CUB Yarelis Barrios          | x     | x     | 62,19 | 62,19 (Q) |                      |
| 3    | CRO Sandra Perkovic          | 61,02 | x     | 62,16 | 62,16 (Q) |                      |
| 4    | ROU Nicoleta Grasu           | 60,25 | 61,78 |       | 61,78 (Q) |                      |
| 5    | GER Nadine Müller            | 61,63 |       |       | 61,63 (Q) |                      |
| 6    | USA Stephanie Brown Trafton  | 60,15 | 57,44 | 61,23 | 61,23 (q) |                      |
| 7    | RSA Elizna Naude             | 59,46 | 59,46 | 59,67 | 59,67     | Recorde da temporada |
| 8    | POL Wioletta Potepa          | x     | 59,54 | x     | 59,54     |                      |
| 9    | SRB Dragana Tomaševic        | 58,32 | 59,30 | 59,38 | 59,38     |                      |
| 10   | RUS Svetlana Ivanova-Saykina | 59,31 | x     | 58,45 | 59,31     |                      |
| 11   | USA Becky Breisch            | 58,50 | x     | 58,08 | 58,50     |                      |
| 12   | CUB Yania Ferrales           | 57,71 | 55,84 | 58,24 | 58,24     |                      |
| 13   | UKR Kateryna Karsak          | 56,79 | x     | x     | 56,79     |                      |
| 14   | IND Krishna Poonia           | x     | x     | 56,75 | 56,75     |                      |
| 15   | BRA Elisângela Adriano       | 54,99 | 52,00 | 55,75 | 55,75     |                      |
| 16   | SWE Sofia Larsson            | 51,87 | x     | 54,28 | 54,28     |                      |
| 17   | UKR Olena Antonova           | x     | 54,28 | x     | 54,28     |                      |
| 18   | BUL Venera Getova            | 53,33 | x     | x     | 53,33     |                      |
|      | BLR Ellina Zvereva           | x     | x     | x     | NM        |                      |

#### Grupo B
| Pos. | Atleta                        | #1    | #2    | #3    | Res.      | Notas                |
| ---- | ----------------------------- | ----- | ----- | ----- | --------- | -------------------- |
| 1    | CHN Song Aimin                | x     | 62,80 |       | 62,80 (Q) |                      |
| 2    | AUS Dani Samuels              | 62,67 |       |       | 62,67 (Q) |                      |
| 3    | POL Zaneta Glanc              | 49,79 | 62,43 |       | 62,43 (Q) |                      |
| 4    | RUS Natalya Sadova            | 61,94 |       |       | 61,94 (Q) |                      |
| 5    | FRA Mélina Robert-Michon      | 58,36 | 61,53 |       | 61,53 (Q) |                      |
| 6    | USA Aretha Thurmond           | 60,09 | 59,09 | 61,08 | 61,08 (q) |                      |
| 7    | CHN Xu Shaoyang               | 59,67 | 61,02 | 57,96 | 61,02     | Recorde da temporada |
| 8    | CUB Yarisley Collado          | 59,56 | 59,23 | 60,37 | 60,37     |                      |
| 9    | IND Seema Antil               | 59,85 | x     | x     | 59,85     | Recorde da temporada |
| 10   | CZE Vera Pospíšilová-Cechlová | 57,87 | 58,37 | 59,52 | 59,52     |                      |
| 11   | POL Joanna Wisniewska         | x     | 58,85 | x     | 58,85     |                      |
| 12   | GER Franka Dietzsch           | x     | x     | 58,44 | 58,44     |                      |
| 13   | CRO Vera Begic                | 54,63 | x     | 58,25 | 58,25     |                      |
| 14   | SWE Anna Söderberg            | 56,38 | 57,92 | x     | 57,92     |                      |
| 15   | ARG Rocío Comba               | 52,62 | 54,69 | x     | 54,69     |                      |
| 16   | LTU Zinaida Sendriute         | 52,85 | 54,55 | x     | 54,55     |                      |
| 17   | TPE Li Wen-Hua                | 53,88 | 49,91 | 52,49 | 53,88     |                      |
| 18   | CIV Kazai Suzanne Kragbé      | 52,24 | 53,84 | 52,79 | 53,84     | Recorde nacional     |
| 19   | COK Tereapii Tapoki           | x     | 45,29 | x     | 45,29     | Recorde da temporada |
|      | BLR Iryna Yatchenko           | x     | x     | x     | NM        |                      |
|      | UKR Natalya Fokina-Semenova   |       |       |       | DNS       |                      |

- x = Arremesso inválido

### Final
Estes são os resultados da final:
| Pos               | Atleta                      | #1    | #2    | #3    | #4    | #5    | #6    | Res.  | Notas                |
| ----------------- | --------------------------- | ----- | ----- | ----- | ----- | ----- | ----- | ----- | -------------------- |
| Medalha de ouro   | AUS Dani Samuels            | x     | 59,05 | 62,71 | 64,76 | 65,44 | x     | 65,44 | Recorde pessoal      |
| Medalha de prata  | CUB Yarelis Barrios         | 64,44 | 63,87 | 61,17 | x     | x     | 65,31 | 65,31 | Recorde da temporada |
| Medalha de bronze | ROU Nicoleta Grasu          | x     | 65,20 | 62,38 | 60,68 | 63,41 | x     | 65,20 | Recorde da temporada |
| 4                 | POL Zaneta Glanc            | 58,69 | 59,83 | 62,66 | x     | 57,71 | x     | 62,66 |                      |
| 5                 | CHN Song Aimin              | 51,69 | 60,50 | 61,78 | x     | 61,39 | 62,42 | 62,42 |                      |
| 6                 | GER Nadine Müller           | 57,53 | 57,62 | 62,04 | 60,40 | x     | x     | 62,04 |                      |
| 7                 | RUS Natalya Sadova          | 60,70 | 61,78 | 59,31 | 60,44 | 58,26 | 61,44 | 61,78 |                      |
| 8                 | FRA Mélina Robert-Michon    | 59,80 | 60,92 | 60,89 | x     | 59,90 | 59,69 | 60,92 |                      |
| 9                 | CRO Sandra Perkovic         | x     | 60,77 | x     |       |       |       | 60,77 |                      |
| 10                | USA Aretha Thurmond         | x     | 59,89 | 59,88 |       |       |       | 59,89 |                      |
| 11                | CHN Ma Xuejun               | 58,79 | x     | 58,88 |       |       |       | 58,79 |                      |
| 12                | USA Stephanie Brown Trafton | 58,53 | x     | 57,94 |       |       |       | 58,53 |                      |

- x = Arremesso inválido

Legenda
| Recorde mundial       | Recorde mundial (World record)               |                       | Recorde africano                      | Recorde africano (African) |                                           | Q | Classificado por posição (Qualified) |
| Recorde do campeonato | Recorde do campeonato (Championship record)  | Recorde da América    | Recorde da América (Americas)         | q                          | Classificado por melhor tempo (Qualified) |   |                                      |
| Melhor marca do ano   | Melhor marca do ano (World leading)          | Recorde asiático      | Recorde asiático (Asian)              | DNS                        | Não largou (Did not start)                |   |                                      |
| Recorde nacional      | Recorde nacional (National record)           | Recorde europeu       | Recorde europeu (European)            | DNF                        | Não terminou (Did not finish)             |   |                                      |
| Recorde pessoal       | Recorde pessoal do atleta (Personal best)    | Recorde da Oceania    | Recorde da Oceania (Oceania)          | DSQ / DQ                   | Desclassificado (Disqualified)            |   |                                      |
| Recorde da temporada  | Recorde da temporada do atleta (Season best) | Recorde sul-americano | Recorde sul-americano (South America) | NM                         | Sem marca (No mark)                       |   |                                      |